# Richard Rodríguez
Richard Rodríguez (Toledo, Canelones, 13 de julio de 1992) es un futbolista uruguayo. Juega de lateral o extremo izquierdo y su equipo actual es el Managua Fútbol Club de la Primera División de Nicaragua.

## Trayectoria
Debutó con Rentistas durante la temporada 2010-11 de la Segunda División Profesional de Uruguay. Al finalizar esa temporada consigue el ascenso a la Primera División de Uruguay, donde debutaría bajo las órdenes del peruano Julio Balerio el 21 de agosto de 2011 en la derrota como local de Rentistas frente a Danubio por 1 a 0. A mediados de 2014 regresa a jugar a la segunda división con el Canadian, siendo dirigido por Elio Rodríguez, quien guio al club a conseguir el subcampeonato de la segunda división.
El 9 de julio de 2015 firmó contrato con el Platense de Honduras, como pedido expreso de Ricardo Ortiz.

## Clubes
| Club                    | País       | Año         |
| ----------------------- | ---------- | ----------- |
| Rentistas               | Uruguay    | 2010 - 2014 |
| Canadian (préstamo)     | Uruguay    | 2014 - 2015 |
| Platense                | Honduras   | 2015 - 2016 |
| Cerrito                 | Uruguay    | 2016        |
| Vida                    | Honduras   | 2017 - 2018 |
| Real Estelí             | Nicaragua  | 2018 - 2019 |
| Deportivo Santaní       | Paraguay   | 2019        |
| Real Estelí             | Nicaragua  | 2020 - 2022 |
| Liberia                 | Costa Rica | 2022 - 2023 |
| Diriangén FC (préstamo) | Nicaragua  | 2023        |
| Diriangén FC            | Nicaragua  | 2024 - act. |
| Managua FC (préstamo)   | Nicaragua  | 2025        |

## Palmarés

### Campeonatos nacionales
| Título                         | Club                    | País       | Año     |
| ------------------------------ | ----------------------- | ---------- | ------- |
| Segunda División de Uruguay    | Rentistas               | Uruguay    | 2010-11 |
| Primera División de Nicaragua  | Real Estelí Fútbol Club | Nicaragua  | 2019    |
| Primera División de Nicaragua  | Real Estelí Fútbol Club | Nicaragua  | 2020    |
| Primera División de Nicaragua  | Real Estelí Fútbol Club | Nicaragua  | 2020    |
| Segunda División de Costa Rica | Municipal Liberia       | Costa Rica | 2022-23 |
| Primera División de Nicaragua  | Diriangén Fútbol Club   | Nicaragua  | 2023    |
| Primera División de Nicaragua  | Diriangén Fútbol Club   | Nicaragua  | 2024    |
| Copa Primera                   | Diriangén Fútbol Club   | Nicaragua  | 2024    |
| Primera División de Nicaragua  | Diriangén Fútbol Club   | Nicaragua  | 2024    |